# Sleepers West
Pour plus de détails, voir Fiche technique et Distribution.
Sleepers West est un film américain réalisé par Eugene Forde, sorti en 1941, avec Lloyd Nolan, Mary Beth Hughes et Lynn Bari dans les rôles principaux. Il s'agit de la deuxième des sept réalisations consacré aux aventures du détective privé Mike Shayne et produite par la 20th Century Fox avec Lloyd Nolan dans le rôle principal.

## Synopsis
Le détective privé Michael Shayne (Lloyd Nolan) escorte Helen Carlson (Mary Beth Hughes), une témoin importante, lors de son transfert de Denver à San Francisco par train. Son témoignage doit permettre à un homme innocent de retrouver la liberté et à la justice de condamner les vrais coupables, un politicien corrompu et ses amis. Pour compliquer le voyage, Shayne découvre que son amie la reporter Kay Bentley (Lynn Bari) figure sur la liste des passagers du train, au même titre qu'un tueur à gages qui ne tarde pas à se manifester.

## Fiche technique
- Titre original : Sleepers West
- Réalisation : Eugene Forde
- Scénario : Lou Breslow et Stanley Rauh (en) d'après le roman Sleeper's East de Frederick Nebel et le personnage du détective privé Mike Shayne de Brett Halliday
- Photographie : J. Peverell Marley
- Montage : Fred Allen
- Musique : Emil Newman, Cyril J. Mockridge et Conrad Salinger
- Direction artistique : Richard Day et Lewis Creber (en)
- Décors : Thomas Little
- Costumes : Herschel McCoy
- Producteur : Sol M. Wurtzel
- Société de production : 20th Century Fox
- Pays d'origine : États-Unis
- Format : Noir et blanc
- Genre cinématographique : Film policier, film noir
- Durée : 74 minutes
- Date de sortie :
  -  États-Unis : 14 mars 1941

## Distribution
- Lloyd Nolan : le détective privé Michael Shayne
- Lynn Bari : Kay Bentley
- Mary Beth Hughes : Helen Carlson
- Louis Jean Heydt : Everett Jason
- Edward Brophy : George Trautwein
- Don Costello : Carl Izzard
- Ben Carter (en) : Leander Jones
- Don Douglas : Tom Linscott
- Oscar O'Shea : ingénieur McGowan
- Harry Hayden : conducteur Lyons
- Hamilton MacFadden : conducteur Meyers
- Ferike Boros : une dame

Et, parmi les acteurs et actrices non crédités
- George Chandler
- James Conaty
- Ralph Dunn (en)
- James Flavin
- Harold Goodwin
- Sam McDaniel
- Charles R. Moore (en)
- Mantan Moreland
- Dick Rush (en)
- Syd Saylor
- Harry Strang (en)
- Charles Tannen (en)
- Fred Toones

## À noter
- Entre 1940 et 1942, la compagnie 20th Century Fox produit une série de sept films consacrés aux aventures du détective privé Mike Shayne créé par le romancier américain Brett Halliday. Ce personnage est interprété par Lloyd Nolan et ce film est le deuxième de la série.